# Xanthophyllum parvifolium
Xanthophyllum parvifolium är en jungfrulinsväxtart som beskrevs av V. d. Meijden. Xanthophyllum parvifolium ingår i släktet Xanthophyllum och familjen jungfrulinsväxter. Inga underarter finns listade i Catalogue of Life.